# Bulbophyllum semperflorens
Bulbophyllum semperflorens là một loài phong lan thuộc chi Bulbophyllum.